# Essener Volkszeitung
Die Essener Volkszeitung (auch: Essener Volks-Zeitung) war eine Tageszeitung mit Sitz in Essen, die zwischen 1868 und 1941 erschienen ist.

## Geschichte
Die anfangs durch den politischen Katholizismus geprägte und später der Zentrumspartei nahe stehende Essener Volkszeitung war jahrzehntelang Essens auflagenstärkste Zeitung und zugleich zentrales Organ der westdeutschen Zentrumspartei. Nach der Verlagsgründung am 1. Dezember 1866 durch den Buch- und Kunsthändler Anton Fredebeul (* 1834; † 9. April 1893) und den Verleger Hugo Koenen (* 2. Dezember 1841, † 8. Juni 1899) erschien die Essener Volkszeitung ab 1868 mit einer ersten Auflage von 1500 Exemplaren. Ihren Sitz hatte sie in der Limbecker Straße in Essen. Ab 1871 ermöglichten eigene Maschinen den Druck. Ein Jahr später wurde das erste Druckhaus in der Kibbelstraße im Essener Stadtkern eröffnet. Im Jahr 1871 lag die Auflage der Essener Volkszeitung bei 3600 Exemplaren und stieg 1872 auf 3750 und 1874 bereits auf 8000 Exemplare. Sie erschien sechs Mal pro Woche, ergänzt durch eine Sonntagsbeilage. Im Kriegsjahr 1915 lag die Auflage bei rund 77.000 Exemplaren, wobei die Zeitung nun sieben Mal täglich erschien. Während der Ruhrbesetzung im Jahr 1923 war die Zeitung 100 Tage lang durch die französischen Truppen verboten worden. Mit der Machtergreifung 1933 wurde sie gleichgeschaltet.
Die Essener Volkszeitung war Mitglied im Berliner Verband der auswärtigen Presse.
Zur Verlagsbuchhandlung Fredebeul & Koenen, die am 1. April 1934 der Verleger Hans von Chamier Glisczinski von Hugo Koenen übernahm, gehörten auch die Wochenzeitung Christliche Familie (ab 28. November 1885) und die Kölnische Volkszeitung. Daraus entstand die Essener Industriedruck AG, die seit 1982 bis heute in der in Essen-Werden ansässigen IDAG Telefonbuchverlag GmbH fortbesteht.
Zur Zeit des Nationalsozialismus herrschte wegen ihres politisch-katholischen Charakters ein gewisser Druck auf der Essener Volkszeitung. Sie erschien letztmalig am 31. Mai 1941, zur Zeit des Zweiten Weltkriegs, aufgrund eines Verbots der Nationalsozialisten, um, wie es hieß, Menschen und Material für andere kriegswichtige Zwecke freizumachen. Die Leser erhielten stattdessen ab dem 3. Juni 1941 die Essener Nationalzeitung.